# F-16 Fighting Falcon
F-16 Fighting Falcon este un avion de luptă multirol proiectat inițial de General Dynamics și îmbunătățit de Lockheed Martin pentru United States Air Force. A fost conceput inițial ca avion de vânătoare cu greutate redusă.

## Configurație
Dispune de comenzi de zbor electronice fly-by-wire (primul avion de luptă de serie echipat cu acest sistem), raport tracțiune-greutate supraunitar (începând cu variantele C/D), poate efectua viraje cu accelerație de 9g. În zbor manifestă stabilitate statică relaxată (negativă), de aceea nu poate fi pilotat fără sistemul computerizat fly-by-wire. Pe de altă parte, această instabilitate naturală îi conferă o manevrabilitate deosebită.

## F-16 Fighting Falcon
Pentru SUA, conflictul din Vietnam a demonstrat importanța avionului de vânătoare ușor. La Pentagon s-a cristalizat un grup de inițiativă favorabil acestui concept. Ca urmare a eforturilor acestui grup în cercurile militare, politice și financiare americane, pe 06.01.1972, USAF (United States Air Force) a lansat cererea de ofertă pentru avionul de vânătoare ușor (Light Weight Fighter - LWF) către un număr de 9 firme producătoare.

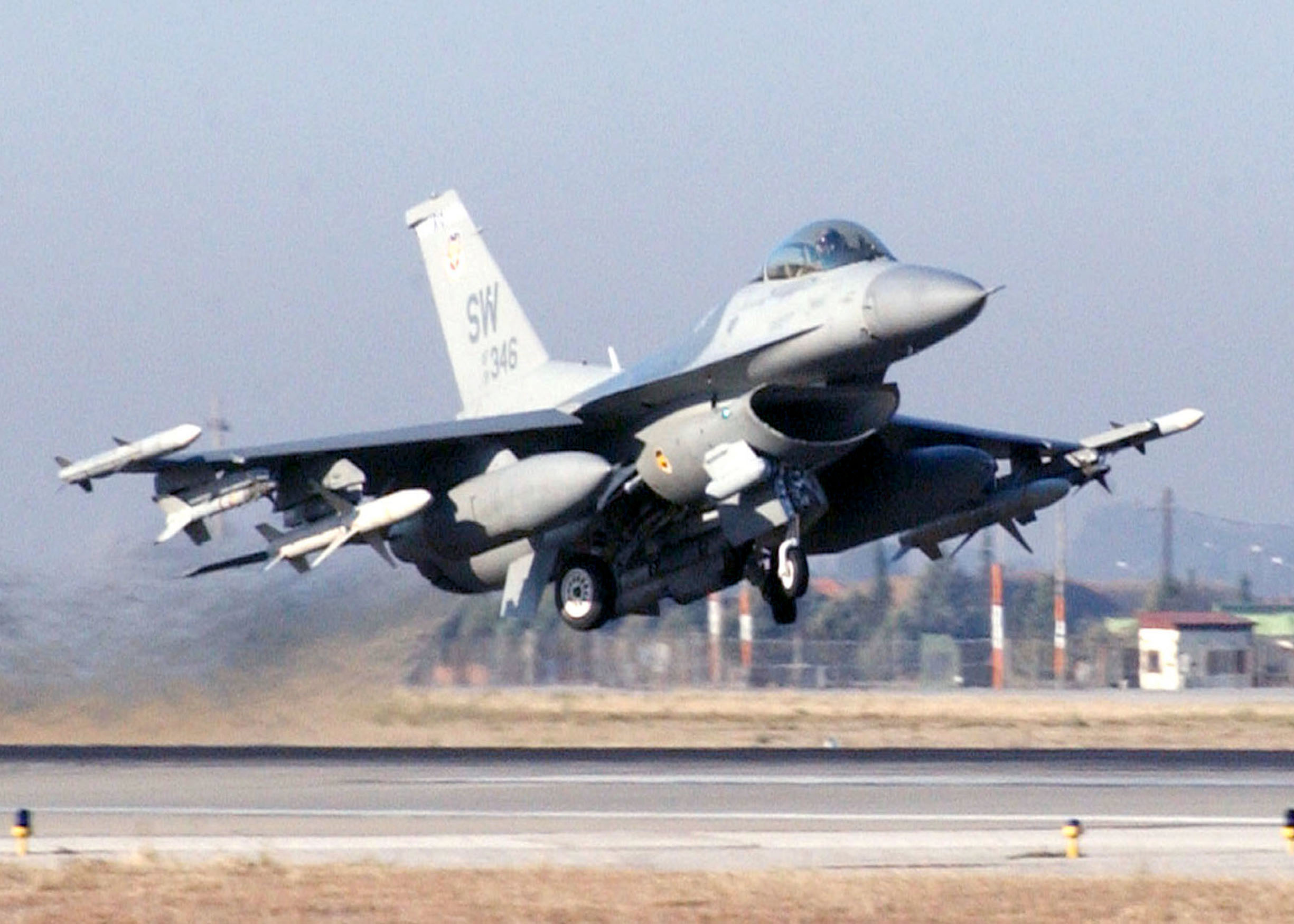
F-16C echipat cu armament SEAD (Suppression of Enemy Air Defences) - rachete anti radar

În data de 13.04.1972 USAF a anunțat decizia de a se finanța pentru faza de prototip proiectele firmelor General Dinamics (model 401F) și respectiv Northrop, prototipurile urmând a purta denumirea de YF-16 și respectiv YF-17.
Primul zbor oficial al prototipului YF-16 a avut loc în data de 02.02.1974 de la baza aeriană Edwards, avându-l la comenzi pe pilotul Phil Oestricher (anterior avionul efectuase un prim zbor neprogramat pe data de 20 ianuarie).
În data de 13.01.1975 modelul General Dinamics 401F a fost selecționat pentru a fi produs în serie.
După cele 2 prototipuri au urmat 6 avioane monoloc F-16A și 2 biloc F-16B din faza de dezvoltare a programului (FSD).
Primul avion de serie F-16A Block 1 a efectuat primul zbor pe data de 07.08.1978, iar primul biloc F-16B Block 1 a fost livrat pe 16 octombrie.
Avioanele de serie, au fost realizate în mai multe configurații (blocuri) de fabricație.
Primele avioane de serie au fost Block 1 și au inclus 94 de aparate. Au urmat 197 de avioane Block 5, apoi 320 de avioane Block 10. Ulterior, toate avioanele Block 1 și Block 5 au fost aduse la standardul Block 10.
În data de 21.07.1980 avionul a fost botezat oficial ,,Fighting Falcon".
Au urmat avioanele F-16A/B fabricate în configurația mult îmbunătățită Block 15, la care din noiembrie 1981 a fost aplicat programul de modernizare MSIP (Multinatioanal Staged Improvement Programme) Stage I prin care avioanele dispuneau de posibilității de dezvoltare a structurii și sistemelor, posibilitate de acroșare în 2 puncte sub priza de aer, ceea ce a determinat adoptarea unui stabilizator cu suprafața mărită.
Programul MSIP I i-a urmat din 1987 programul de modernizare al avionicii OCU.
În total au fost produse 983 de F-16A Block 15 într-un interval de 14 ani, dintre care 409 F-16A și 46 F-16B au fost destinate USAF.
Cea de-a doua etapă a programului MSIP și anume MSIP II a dat naștere unei noi variante a avionului- F-16C/D Block 25.
După F-16 Block 25 au urmat avioanele Block 30/32 sau MSIP III. La această configurație, USAF a decis ca să existe o echipare alternativă, fie cu motoare F100-PW-220 (25% din avioanele fabricate) sau General Electric F-101DFE (F110) cu tracțiunea mărită, pentru 75% din aparate.
Următoarea versiune a F-16 a fost F-16C/D Block 40/42, dezvoltată tot ca parte din MSIP III, la care s-au introdus containerele de navigație și desemnare ținte LANTRIN.
În data de 10.12.1988 a fost autorizată dezvoltarea unei noi versiuni, denumită F-16 Block 50/52.
Avioanele F-16 A/B Block 20 au repezentat o configurație specială pentru Taiwan: structura corespunzătoare Block 15OCU, motoare F100-PW-220, iar cabina este similară avioanelor Block 50.
Avioanele fabricate în ultimii ani pentru diferiți clienți: Singapore, Grecia, Polonia, Israel, Oman sunt realizate la standarde de genul Block 52+ sau Advanced Block 50, care prezintă îmbunătățiri față de avioanele Block 50/52, cum ar fi rezervoarele conforme. Dintre acestea de distinge varianta pentru Israel, denumită F-16I ,,Soufa".
Cu ocazia achiziționării General Dinamics de către Lockheed în data de 02.03.1993, concernul Lockheed Martin a devenit noul furnizor al avioanelor F-16.
Cea mai nouă variantă F-16 dezvoltată pâna în prezent este F-16 Block 60, denumit și F-16E/F. Această versiune este destinată exclusiv Emiratelor Arabe Unite (EAU). Primul avion F-16 Block 60 a efectuat primul zbor pe 06.12.2003.
Cel de-al 4300-lea avion F-16 a fost un F-16C Advanced Block 50 destinat Oman și livrat în data de 20.04.2006.

## România
Încă din 2008 România a considerat că F-16 este unul dintre avioanele care ar putea face obiectul modernizării Forțele Aeriene Române. În acest scop Pentagonul a cerut Congresului SUA aprobarea depunerii ofertei de vânzare a 48 recondiționate.
Deoarece în 2013 resursa avionului MiG 21 Lancer va expira, în 23 martie 2010 CSAT a aprobat propunerea MApN de achiziționare a 24 de aparate F-16 în uz. Se apreciază că România nu mai poate amâna decizia privind achiziționarea, deoarece livrarea și formarea piloților durează cel puțin 2 ani.
Varianta propusă spre achiziționare este Block 25, cu o resursă de zbor estimată la încă 10 – 15 ani (2500 – 3500 ore de zbor/avion). Motivarea opțiunii a fost prețul relativ mic, în conjunctura economică a momentului. Avioanele ar urma să fie primite gratuit, însă România va trebui să plătească armamentul și adaptarea infrastructurii aeroportuare. De asemenea, va plăti formarea piloților, sumă în jur de 400 de milioane de dolari, costurile totale ridicându-se la cca. 1,3 miliarde de dolari. Achiziționarea a 24 de aparate F-16 noi ar fi costat însă peste 4 miliarde de dolari. Opțiunea pentru F-16 deschide drumul pentru achiziționarea de către România a aparatului F-35, din generația a cincea.
În procedura de achiziționare au fost luate în considerare cinci tipuri de avioane: F-16 (Lockheed Martin, SUA), JAS 39 Gripen (SAAB, Suedia), Eurofighter Typhoon (consorțiu Germania, Regatul Unit al Marii Britanii și Irlandei de Nord, Italia și Spania), F-18 (Boeing, SUA) și Rafale (Dassault Aviation, Franța).

## Operatori (nr. aparate)
- United States Air Force: 2507
- United States Navy: 40
- Alte forțe aeriene: 2401 
  - Royal Bahraini Air Force: 22
  - Belgian Air Force: 160
  - Chilean Air Force: 10+18
  - Columbia Air Force: 60
  - Danish Air Force: 78
  - Egyptian Air Force: 220
  - Hellenic Air Force: 140+30
  - Royal Jordanian Air Force: 24
  - Indonesian Air Force: 10
  - Israeli Air Force: 339
  - Italian Air Force: 34

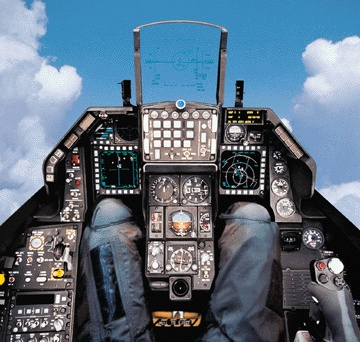
Carlinga avionului F-16C

  - Royal Netherlands Air Force: 137
  - Royal Norwegian Air Force: 72
  - Royal Oman Air Force: 12
  - Pakistan Air Force: 34
  - Polish Air Force: 48
  - Portuguese Air Force: 45
  - Republic of Singapore Air Force: 60
  - Republic of China (Taiwan) Air Force: 150
  - Republic of Korea Air Force (ROKAF): 180
  - Forțele Aeriene Române: 49
  - Royal Thai Air Force: 61
  - Turkish Air Force: 280
  - United Arab Emirates Air Force: 80
  - Venezuela Air Force: 24

## Avioane similare
- IAI Lavi
- Mitsubishi F-2
- Dassault Mirage 2000
- JAS 39 Gripen
- Mikoian-Gurevici MiG-29
- Chengdu JF-17
- Chengdu J-10
- HAL Tejas
- AIDC Ching-Kuo
- F-20 Tigershark
- KAI T-50 Golden Eagle

## Specificații

### Caracteristici generale
- Echipaj: 1
- Lungime:  ()
- Anvergură:  ()
- Înălțime:  ()
- Profil aerodinamic: NACA 64A204 la baza și la vârful aripii
- Greutate (gol):  ()
- Motor: 1× Pratt & Whitney F100-PW-220 sau 1× General Electric F110-GE-100 postcombustie turboventilator,  ()

### Performanțe
- Rază de acțiune: 3,200+ km ()
- Rază de luptă: 550 km () într-o misiune sus-jos-sus cu șase bombe de 454 kg (1000 livre)

### Armament

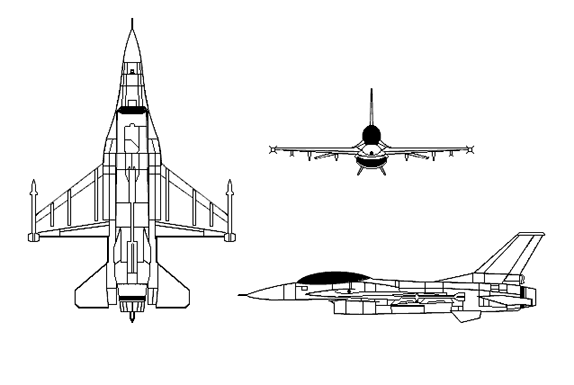
Schematică tridimensională F-16

- Tunuri: 1× M61 Vulcan 20 mm Tun Gatling
- Rachete neghidate: CRV-7
- Rachete ghidate:
  - Aer-aer: 6× AIM-9 Sidewinder sau 6× AIM-120 AMRAAM sau 6x Python-4 sau 6x Python-5
  - Aer-sol: 6× AGM-65 Maverick sau 2× AGM-88 HARM
  - Antinaval: 4× AGM-119 Penguin, 2x AGM-84D Harpoon (Singapore/Israel F-16D)
- Bombe: 8× CBU-87 cu fragmentare, 8× CBU-89 mine, 8× CBU-97, 4× GBU-10 Paveway, 6x GBU-12 Paveway II, 6x bombe din seria Paveway ghidate prin laser, 4× JDAM, 4× Seria Mk 80, precum și bombe nucleare cum ar fi Bombă nucleară B61.